# Eichendorf
Eichendorf ist ein Markt im niederbayerischen Landkreis Dingolfing-Landau.

## Geografie

### Geografische Lage
Die Gemeinde liegt an der Vils und ist noch sehr ländlich geprägt und dient den umliegenden Ortschaften als Verwaltungs- und Versorgungszentrum.

### Gemeindegliederung
Es gibt 120 Gemeindeteile (in Klammern ist der Siedlungstyp angegeben: H = Hauptort, Pfd = Pfarrdorf, Kd = Kirchdorf, D = Dorf, W = Weiler, E = Einöde):
- Abwandten (E)
- Adldorf (Pfd)
- Anglöd (E)
- Antonsruh (E)
- Asbach (W)
- Attenkaisen (W)
- Aufhausen (Pfd)
- Badersdorf (D)
- Berg (W)
- Birnbaum (E)
- Brunnberg (E)
- Büchsenholz (E)
- Burg (E)
- Burgstall (E)
- Dornach (Pfd)
- Ecklreit (E)
- Edengrub (E)
- Eggendorf (E)
- Eichenberg (E)
- Eichendorf (H)
- Eichet (W)
- Einstorf (D)
- Enzerweis (D)
- Exing (Pfd)
- Feldöd (E)
- Feuereck (E)
- Frauenholz (D)
- Gablöd (E)
- Ganackersberg (E)
- Gneidingerhart (W)
- Granitz (E)
- Greinöd (W)
- Grimöd (E)
- Grub (E)
- Gschaid (E)
- Haag (E)
- Habersbrunn (W)
- Haid (Kd)
- Halmbrunn (E)
- Hart (E)
- Hartkirchen (Pfd)
- Haufenöd (E)
- Heimhart (D)
- Hellenhart (E)
- Hellenhub (E)
- Hiemling (E)
- Hintergrub (E)
- Hochwimm (E)
- Höfen (E)
- Holzmann (W)
- Holzwagen (E)
- Hörmannsdorf (E)
- Hötzenhub (E)
- Huberöd (E)
- Hütt (D)
- Indersbach (Pfd)
- Jahrstorf (E)
- Jetzeneck (E)
- Kanzlöd (E)
- Kellerhäuser (W)
- Knottenöd (E)
- Kraglöd (E)
- Kröhstorf (Kd)
- Kuföd (E)
- Kuglöd (E)
- Lappersdorf (Kd)
- Lindert (E)
- Madl (E)
- Mildenberg (E)
- Muggenthal (E)
- Neuölling (W)
- Nißlöd (E)
- Oberklingenbach (E)
- Obermadl (E)
- Ölling (E)
- Paßhausen (W)
- Perbing (Kd)
- Perlöd (E)
- Petzenbach (E)
- Pitzling (D)
- Pöcking (D)
- Pollnöd (E)
- Prunn (Kd)
- Rannersberg (E)
- Rannersdorf (Kd)
- Reichstorf (Pfd)
- Reisach (W)
- Reith (E)
- Rödlhub (E)
- Rengersdorf (Kd)
- Reuth (W)
- Rohrbach (D)
- Salzberg (E)
- Schlag (E)
- Schusteröd (E)
- Schwaig (E)
- Schwatzen (E)
- Sichenöd (E)
- Silbersberg (E)
- Spielberg (W)
- Steinberg (D)
- Stelzenöd (E)
- Stieberg (E)
- Stinglham (E)
- Straß (E)
- Thanhausen (W)
- Thomasbach (E)
- Unterklingenbach (E)
- Vitzdom
- Voglau (E)
- Waidweber (E)
- Wannersdorf (Kd)
- Wegnagl (E)
- Weichslöd (E)
- Weilöd (E)
- Wildeneck (W)
- Wimpersing (E)
- Wisselsdorf (D)
- Wochenweis (D)
- Zeitlstadt (W)

Unterfrauenholz wurde als Gemeindeteil aufgehoben.
Es gibt die Gemarkungen Adldorf, Aufhausen, Dornach, Eichendorf, Ettling, Exing, Hartkirchen, Indersbach, Kammern, Reichstorf und Rengersdorf I.

## Vorgeschichte
Der Archäologe Florian Eibl hat 2024 ein 6.800 Jahre altes Grab ausgegraben. Gefunden wurden Gefäße, eine Steinaxt, eine Steinbeil, ein gespaltener Eberzahn und Goldschmuck. Die Forscher werden ein 3D-Modell der menschlichen Überreste erstellen, die in hockender Position gefunden wurden.

## Geschichte

### Bis zum 19. Jahrhundert
„Euchendorf“ wurde in einem Schreiben vom 24. März 1075 von Papst Gregor VII. erstmals erwähnt. Darin bestätigte der Papst dem Bischof Altmann von Passau die Schenkung von drei Gehöften und einer Kirche von Eichendorf an das Kloster St. Nikola bei Passau. Die übrige Ortschaft verblieb weiterhin im Besitz der Bischöfe, deren Eigentum sie wahrscheinlich schon seit dem 8. Jahrhundert war.

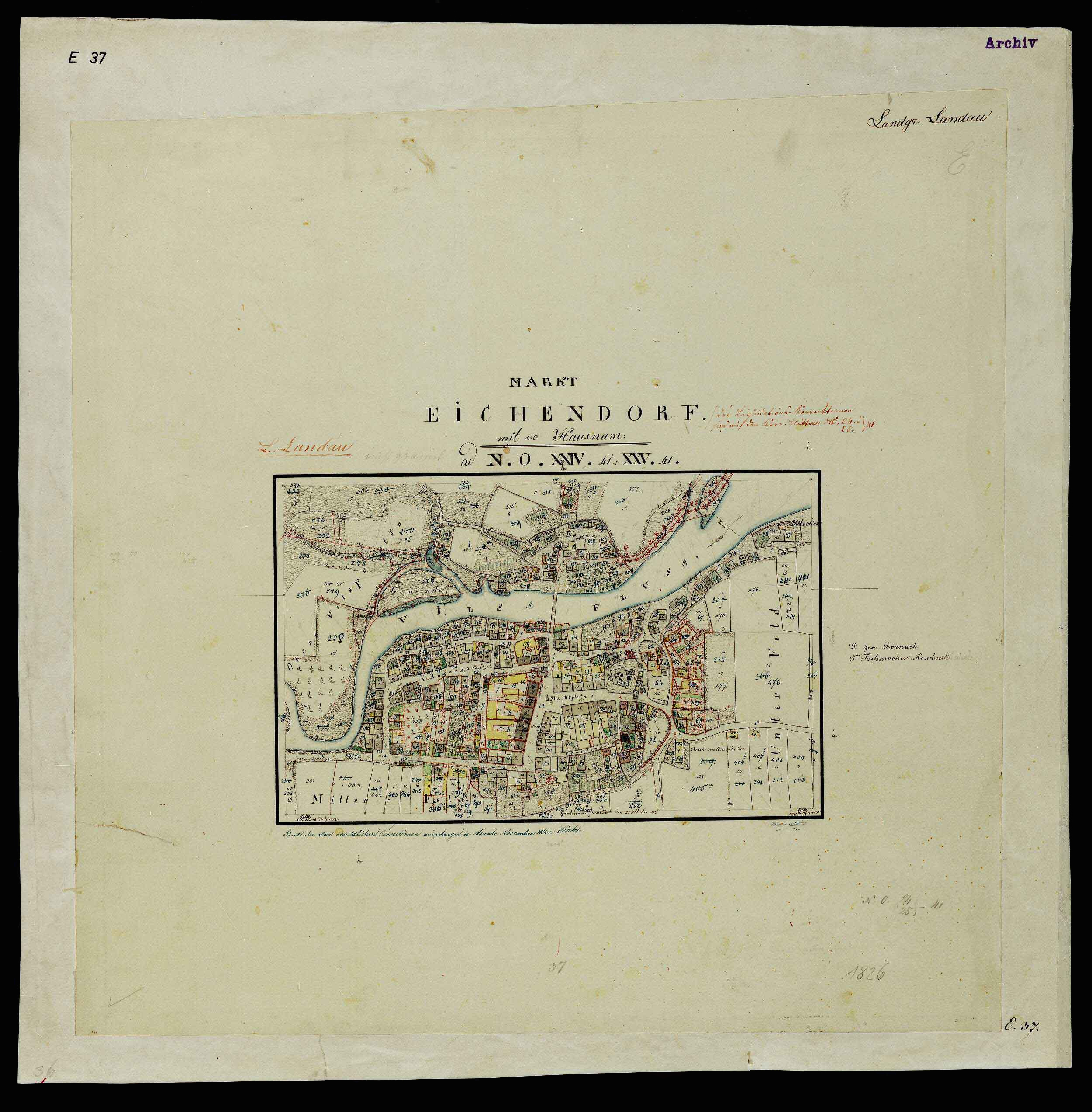
Historischer Ortsplan von 1826

Der Ortsteil Perbing wurde in einer Urkunde von König Heinrich II. vom 19. Juni 1011 als Berhcbuobingon erwähnt: Heinrich schenkt seinem Kämmerer Odelgis für dessen uneigennützige Dienste eine Königshufe in diesem damals noch selbständigen Ort.
Im 12. bis 14. Jahrhundert scheint ein Ortsadel ansässig gewesen zu sein. In den Urkunden des Klosters Aldersbach wird 1170 ein Heinricus de Euchendorf als Zeuge und in Urkunden des Klosters St. Nikola von 1334 wird Karl von Euchendorf erwähnt. 1350 erhielt Heinrich der Euchendorfer eine Hube des Klosters St. Nikola zu Leibrecht.
Im Jahre 1264 wurde Eichendorf als „forum Eichendorf“, – Markt Eichendorf – in einem Verzeichnis der Güter und Einkünfte des Hochstifts Passau erwähnt. Im Jahre 1358 hatte Eichendorf bereits das Recht, drei Jahrmärkte und einen Wochenmarkt abzuhalten, was ein Bestätigungsbrief von Herzog Albrecht enthält.
Am 7. Oktober 1334 trafen sich Kaiser Ludwig der Bayer und sein Vetter Herzog Heinrich von Niederbayern in Eichendorf zu einem Versöhnungsgespräch. Im Landshuter Erbfolgekrieg wurde der Ort stark in Mitleidenschaft gezogen. Als Entschädigung an die Marktbürger zum Wiederaufbau wurde von Herzog Wilhelm IV. im Jahr 1512 die Abhaltung eines vierten Jahrmarktes zugesagt.
Im Dreißigjährigen Krieg brannten schwedische Truppen den Ort in den Jahren 1639 und 1648 (mit Ausnahme der Kirche) vollkommen nieder. Durch das bayerische Gemeindeedikt von 1818 wurde die heutige politische Gemeinde begründet.
1835, 1848 und 1850 wüteten weitere Brände und vernichteten ganze Ortsteile. 1896 wurde Eichendorf zur Pfarrei erhoben. Vorher gehörte der Ort als Expositur zur Pfarrei Dornach.

### 20. Jahrhundert
Im Jahr 1915 erhielt der Markt mit der Eröffnung der Bahnstrecke Aufhausen–Kröhstorf einen Eisenbahnanschluss. Die Stilllegung der Strecke erfolgte 1971, der Abbau 1973. Heute verläuft hier der Vilstal-Radweg.
Im Zweiten Weltkrieg wurde Eichendorf beschossen und dadurch einige Gemeindeteile zerstört.

### Eingemeindungen
Im Zuge der Gebietsreform in Bayern wurde die heutige Gemeinde (Markt) Eichendorf in den Jahren 1972 bis 1978 neu formiert. Am 1. Januar 1972 wurden die Gemeinden Dornach, Hartkirchen und Reichstorf eingegliedert. Am 1. Juli 1972 kamen Adldorf, Aufhausen, Exing und Indersbach sowie Teile der aufgelösten Gemeinden Kammern und Rengersdorf hinzu. Abgeschlossen wurde die Gebietsreform zum 1. Mai 1978 mit der Eingliederung der Gemeindeteile Brunnberg, Gneidingerhart, Hiemling, Unterfrauenholz, Wildeneck und Zeitlstadt aus der ehemaligen Gemeinde Ettling.

### Einwohnerentwicklung
Im Zeitraum 1988 bis 2018 wuchs der Markt von 6207 auf 6592 um 385 Einwohner bzw. um 6,2 %. Am 31. Dezember 2001 zählte Eichendorf 6690 Einwohner.

## Politik

### Marktgemeinderat
Nach der Kommunalwahl am 15. März 2020 mit einer Wahlbeteiligung von 70,9 % setzt sich der Marktgemeinderat von Eichendorf wie folgt zusammen:

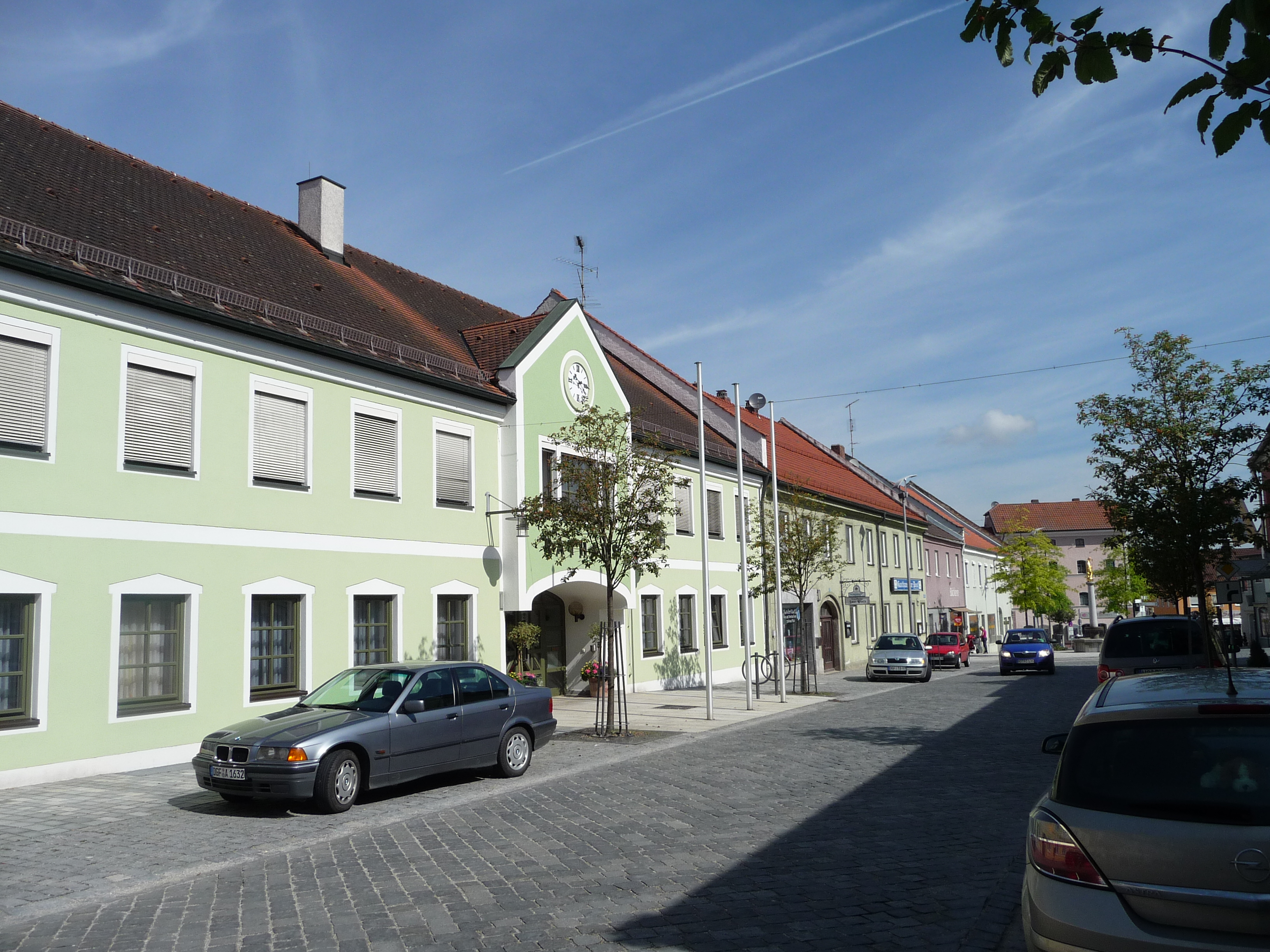
Das Rathaus am Marktplatz

| Partei / Liste                                | Stimmenanteil | Sitze |
| Freie Wähler / Freie Wähler Gruppe Eichendorf | 24,9 %        | 5     |
| Christlich-Soziale Union in Bayern (CSU)      | 18,5 %        | 4     |
| Sozialdemokratische Partei Deutschlands (SPD) | 9,4 %         | 2     |
| Aktive Bürger / ÖDP                           | 7,6 %         | 1     |
| Christliche Wähler Union (CWU)                | 4,3 %         | 1     |
| Junge Bürger                                  | 7,3 %         | 1     |
| Freie Junge Wähler (FJW)                      | 9,2 %         | 2     |
| Freie Wähler Vereinigung (FWV)                | 5,4 %         | 1     |
| PRO Marktgemeinde                             | 13,3 %        | 3     |

### Bürgermeister
Bürgermeister von Eichendorf ist seit Mai 2020 Josef Beham (Freie Wähler / Freie Wähler Gruppe Eichendorf); er wurde am 15. März 2020 bei zwei Mitbewerbern mit 54,1 % der Stimmen gewählt. Sein Vorgänger war Max Schadenfroh (CSU), im Amt von Mai 2002 bis April 2020.

### Wappen

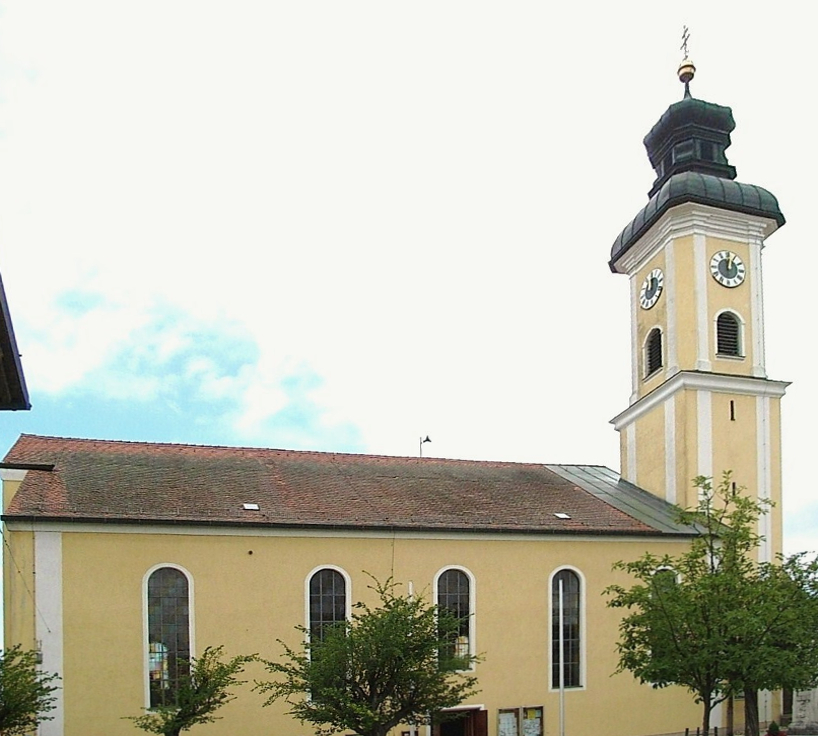
Pfarrkirche St. Martin

| | Blasonierung: „In Rot zwei silberne Schrägbalken; auf dem mittleren roten Streifen im Obereck eine silberne Kugel.“ |
| Wappenbegründung: Das Wappen des Marktes Eichendorf ist dem Wappen von Landau a.d.Isar mit vertauschten Farben sehr ähnlich. Die Kugel als Beizeichen hat zusätzlich die Funktion, die beiden Wappen voneinander zu unterscheiden. Eichendorf wird schon 1264 als Markt genannt und erhielt 1358 die Rechte der Stadt Landau. Von daher rührt wohl die Verwandtschaft der Schildbilder. Das Wappen ist im Halbrundschild erstmals im Siegel des Marktes von 1514 überliefert. Die Marktsiegel zeigen stets die Kugel, während sie in der heraldischen Literatur seit dem 16. Jahrhundert und in der Bürgermeistermedaille aus dem 19. Jahrhundert willkürlich weggelassen wurde; die Kugel fand als Beizeichen erst seit Otto Hupp wieder Berücksichtigung. | |

## Kultur und Sehenswürdigkeiten
Nur wenige Wohnhäuser des 18. Jahrhunderts überstanden die Brände im zweiten Viertel des 19. Jahrhunderts. Die dreischiffige spätgotische Pfarrkirche St. Martin wurde 1466 geweiht. Sie ist von der Barockisierung sowie der Modernisierung in der Mitte des 20. Jahrhunderts geprägt. Im Chor besitzt sie ein Vierrauten-Rippengewölbe. Die Rokokoaltäre stammen aus dem 18. Jahrhundert.
Im Gemeindeteil Aufhausen wurde bei einer Ausgrabung die „Venus von Aufhausen“ geborgen. Im Nordosten von Eichendorf steht auf freiem Feld die Kirche St. Martin auf einem künstlichen Hügel, der Standort einer mittelalterlichen Turmhügelburg war.

## Wirtschaft und Infrastruktur

### Land- und Forstwirtschaft
Die landwirtschaftliche Nutzfläche umfasst 6878 ha. Bestanden im Jahr 1999 noch 254 landwirtschaftliche Betriebe, ging deren Zahl bis 2010 auf 155 zurück.
| Betriebsgröße in ha | Anzahl der Betriebe | Anzahl der Betriebe |
| Betriebsgröße in ha | 1999                | 2010                |
| ------------------- | ------------------- | ------------------- |
| unter 5             | 46                  | 3                   |
| 5 bis unter 10      | 54                  | 27                  |
| 10 bis unter 20     | 48                  | 33                  |
| 20 bis unter 50     | 65                  | 48                  |
| 50 oder mehr        | 41                  | 44                  |
| Gesamt              | 254                 | 155                 |

### Verkehr
Die Bahnhöfe in Landau (Isar) und Plattling sowie die A 92 München-Deggendorf gewährleisten den überregionalen Anschluss.

### Bildung
Grund- und Hauptschule: etwa 500 Schüler (2008)

### Öffentliche Einrichtungen
Eichendorf verfügt über ein Freibad, über Sportanlagen mit einer entsprechenden Vereinspalette sowie über Wander- und Radwege im Vilstal.

## Söhne und Töchter der Gemeinde
- Hannelore Huber (1945–2017), österreichische Psychologin
- Gisela Riescher (* 1957), Politikwissenschaftlerin und Hochschullehrerin
- Hans Ritt (* 1962), Politiker (CSU), Landtagsabgeordneter
- Heinz Schachtner (1920–2014), Trompeter, Komponist und Autor
- Franziska Stömmer (1922–2004), Volksschauspielerin
- Toni Sulzböck (1922–1994), Musiker und Komponist
- Max Wagner (* 1941), Erster Bürgermeister (SPD), Bundesbahnbeamter[12]

## Belege
1. ↑  Einwohnerzahlen – Stand: 31. Dezember 2024. (PDF; 4,1 MB) Gemeinden, Kreise und Regierungsbezirke in Bayern – Basis: Zensus 2022. In: statistik.bayern.de. Bayerisches Landesamt für Statistik, Juni 2025, abgerufen am 15. August 2025 (Hilfe dazu).
2. ↑  Markt Eichendorf, Liste der amtlichen Gemeindeteile/Ortsteile im BayernPortal des Bayerischen Staatsministerium für Digitales, abgerufen am 28. November 2023.
3. ↑  Markt Eichendorf in der Ortsdatenbank der Bayerischen Landesbibliothek Online. Bayerische Staatsbibliothek, abgerufen am 20. Dezember 2017.
4. ↑  Gemarkungs- und Gemeindeverzeichnis. Landesamt für Digitalisierung, Breitband und Vermessung, 14. Juli 2020, archiviert vom Original (nicht mehr online verfügbar) am 2. Februar 2021; abgerufen am 29. Januar 2021.  Info: Der Archivlink wurde automatisch eingesetzt und noch nicht geprüft. Bitte prüfe Original- und Archivlink gemäß Anleitung und entferne dann diesen Hinweis.
5. ↑  Neolithic Grave Excavated in Germany.
6. ↑  Qualiter nos reminiscentes gratuiti obsequii camerarii nostri nomine unum regalem mansum in villa vulgo dicta Berhcbuobingon pro rivo Sunninbach in pago Cunzingouuui in comitatu vero Adelberti comitis, ... eo modo ut, si quid ibi defuerit, in proximo loco nostro suppleatur, ei concedimus ..., ea quippe ratione ut predictus Ǒdelgisus exinde liberam habeat potestatem tam ipse quam eius heredes ... quicquid sibi inde agere libuerit. RI II,4 n. 1745, in: Regesta Imperii Online,
URI: http://www.regesta-imperii.de/id/1011-06-19_1_0_2_4_1_459_1745 (Abgerufen am 30. November 2017).
7. ↑  Wilhelm Volkert (Hrsg.): Handbuch der bayerischen Ämter, Gemeinden und Gerichte 1799–1980. C. H. Beck, München 1983, ISBN 3-406-09669-7, S. 505.
8. ↑  Statistisches Bundesamt (Hrsg.): Historisches Gemeindeverzeichnis für die Bundesrepublik Deutschland. Namens-, Grenz- und Schlüsselnummernänderungen bei Gemeinden, Kreisen und Regierungsbezirken vom 27.5.1970 bis 31.12.1982. W. Kohlhammer, Stuttgart / Mainz 1983, ISBN 3-17-003263-1, S. 634 (Statistische Bibliothek des Bundes und der Länder [PDF; 41,1 MB]).
9. ↑  Wappen von Eichendorf in der Datenbank des Hauses der Bayerischen Geschichte
10. ↑  Wappen von Eichendorf in der Datenbank des Hauses der Bayerischen Geschichte
11. ↑  Bayerisches Landesamt für Statistik und Datenverarbeitung: Statistik kommunal 2015 – Markt Eichendorf 09 279 113 - Eine Auswahl wichtiger statistischer Daten. PDF, online auf www.statistik.bayern.de, abgerufen am 4. Januar 2017.
12. ↑  Walter Habel (Hrsg.): Wer ist wer? Das deutsche Who’s who. 24. Ausgabe. Schmidt-Römhild, Lübeck 1985, ISBN 3-7950-2005-0, S. 1297.

Pfarr- und Kirchdörfer:
Adldorf |
Aufhausen |
Dornach |
Exing |
Haid |
Hartkirchen |
Indersbach |
Kröhstorf |
Lappersdorf |
Perbing |
Prunn |
Rannersdorf |
Reichstorf |
Rengersdorf |
Wannersdorf
Dörfer, Weiler und Einöden:
Abwandten |
Anglöd |
Antonsruh |
Asbach |
Attenkaisen |
Badersdorf |
Berg |
Birnbaum |
Brunnberg |
Büchsenholz |
Burg |
Burgstall |
Ecklreit |
Edengrub |
Eggendorf |
Eichenberg |
Eichet |
Einstorf |
Enzerweis |
Feldöd |
Feuereck |
Frauenholz |
Gablöd |
Ganackersberg |
Gneidingerhart |
Granitz |
Greinöd |
Grimöd |
Grub |
Gschaid |
Haag |
Habersbrunn |
Halmbrunn |
Hart |
Haufenöd |
Heimhart |
Hellenhart |
Hellenhub |
Hiemling |
Hintergrub |
Hochwimm |
Höfen |
Holzmann |
Holzwagen |
Hörmannsdorf |
Hötzenhub |
Huberöd |
Hütt |
Jahrstorf |
Jetzeneck |
Kanzlöd |
Kellerhäuser |
Knottenöd |
Kraglöd |
Kuföd |
Kuglöd |
Lindert |
Madl |
Mildenberg |
Muggenthal |
Neuölling |
Nißlöd |
Oberklingenbach |
Obermadl |
Ölling |
Paßhausen |
Perlöd |
Petzenbach |
Pitzling |
Pöcking |
Pollnöd |
Rannersberg |
Reisach |
Reith |
Rödlhub |
Reuth |
Rohrbach |
Salzberg |
Schlag |
Schusteröd |
Schwaig |
Schwatzen |
Sichenöd |
Silbersberg |
Spielberg |
Steinberg |
Stelzenöd |
Stieberg |
Stinglham |
Straß |
Thanhausen |
Thomasbach |
Unterklingenbach |
Vitzdom
Voglau |
Waidweber |
Wegnagl |
Weichslöd |
Weilöd |
Wildeneck |
Wimpersing |
Wisselsdorf |
Wochenweis |
Zeitlstadt
Dingolfing |
Eichendorf |
Frontenhausen |
Gottfrieding |
Landau an der Isar |
Loiching |
Mamming |
Marklkofen |
Mengkofen |
Moosthenning |
Niederviehbach |
Pilsting |
Reisbach |
Simbach |
Wallersdorf